# Renens
Renens [ʁən̪ɑ̃] (ⓘ) ist eine politische Gemeinde im Kanton Waadt in der Schweiz. Sie gehört zum Bezirk Ouest lausannois und liegt unmittelbar westlich der Kantonshauptstadt Lausanne.

## Geographie
Renens liegt auf 415 m ü. M., 4 km nordwestlich der Kantonshauptstadt Lausanne (Luftlinie). Die Agglomerationsgemeinde von Lausanne erstreckt sich in einer Geländemulde östlich des Tals der Mèbre sowie auf den angrenzenden Hängen nördlich des Genfersees, im Waadtländer Mittelland.
Die Fläche des 3,0 km² grossen Gemeindegebiets umfasst einen Abschnitt des Waadtländer Mittellandes nördlich des Genfersees. Der Gemeindeboden erstreckt sich von der Geländeterrasse bei Malley nordwärts den sanft geneigten Hang von Renens hinauf bis unterhalb von Jouxtens-Mézery. Hier wird mit 470 m ü. M. der höchste Punkt von Renens erreicht. Die westliche Begrenzung bildet das Tal der Mèbre, ein Seitenbach der Chamberonne. Der Bach ist im Bereich von Renens auf weiten Strecken zugedeckt. Von der Gemeindefläche entfielen 1997 93 % auf Siedlungen, 3 % auf Wald und Gehölze und 4 % auf Landwirtschaft.
Zu Renens gehören ausgedehnte Industrie- und Gewerbezonen. Nachbargemeinden von Renens sind Lausanne, Prilly, Jouxtens-Mézery, Chavannes-près-Renens, Ecublens und Crissier.

## Bevölkerung
| Bevölkerungsentwicklung | Bevölkerungsentwicklung |
| Jahr                    | Einwohner               |
| ----------------------- | ----------------------- |
| 1850                    | 362                     |
| 1900                    | 1279                    |
| 1910                    | 3321                    |
| 1930                    | 4396                    |
| 1950                    | 5698                    |
| 1960                    | 10'698                  |
| 1970                    | 17'391                  |
| 1980                    | 16'977                  |
| 1990                    | 18'109                  |
| 2000                    | 18'406                  |

Mit 21'408 Einwohnern (Stand 31. Dezember 2023) gehört Renens zu den grössten Gemeinden des Kantons Waadt und ist die einwohnerreichste Agglomerationsgemeinde von Lausanne. Von den Bewohnern sind 73,8 % französischsprachig, 6,6 % italienischsprachig und 4,4 % portugiesischsprachig (Stand 2000). Die Bevölkerungszahl von Renens stieg seit 1900 sehr stark an, den grössten Zuwachs mit fast 12000 Einwohnern wurde zwischen 1950 und 1970 beobachtet. Aufgrund der Wirtschaftskrise in den 1970er Jahren verbunden mit der Abwanderung von ausländischen Arbeitskräften nahm die Bevölkerung im nachfolgenden Jahrzehnt um fast 500 Personen ab. Seither steigt die Einwohnerzahl langsam aber kontinuierlich weiter an. Der Ausländeranteil von Renens betrug 2002 53 %. Fast der gesamte Gemeindeboden ist heute überbaut, die Gemeinde besitzt nur noch geringe Landreserven. Das Siedlungsgebiet von Renens ist lückenlos mit denjenigen von Lausanne, Prilly und sämtlicher weiterer Nachbargemeinden zusammengewachsen.

## Politik

### Gemeindeparlament
- PdA: 18
- Grüne: 17
- SP: 20
- FDP: 18
- SVP: 7

Gesetzgebende Behörde ist das von den Stimmberechtigten der Gemeinde Renens alle vier Jahre gewählte Gemeindeparlament (Conseil communal). Die 80 Abgeordneten werden im Proporzwahlverfahren gewählt. Die Aufgaben des Gemeindeparlaments umfassen die Budget- und Rechnungsabnahme, die Festlegung der Gemeindereglemente und die Kontrolle der Exekutive.
Bei den Wahlen im Jahr 2021 ergab sich folgende Sitzverteilung:
- Sozialdemokratische Partei: 20 Sitze
- FDP.Die Liberalen und Grünliberale Partei: 18 Sitze
- Fourmi rouge (Partei der Arbeit und Linke): 18 Sitze
- Grüne: 17 Sitze
- Schweizerische Volkspartei und Eidgenössisch-Demokratische Union: 7 Sitze

### Nationalratswahlen
Bei den Schweizer Parlamentswahlen 2019 betrugen die Wähleranteile in Renens: SP 30,2 %, Grüne 19,3 %, FDP 14,6 %, SVP 13,8 %, POP/Sol 11,0 %, glp 5,1 %, CVP 2,0 %, EVP 1,3 %.

## Wirtschaft

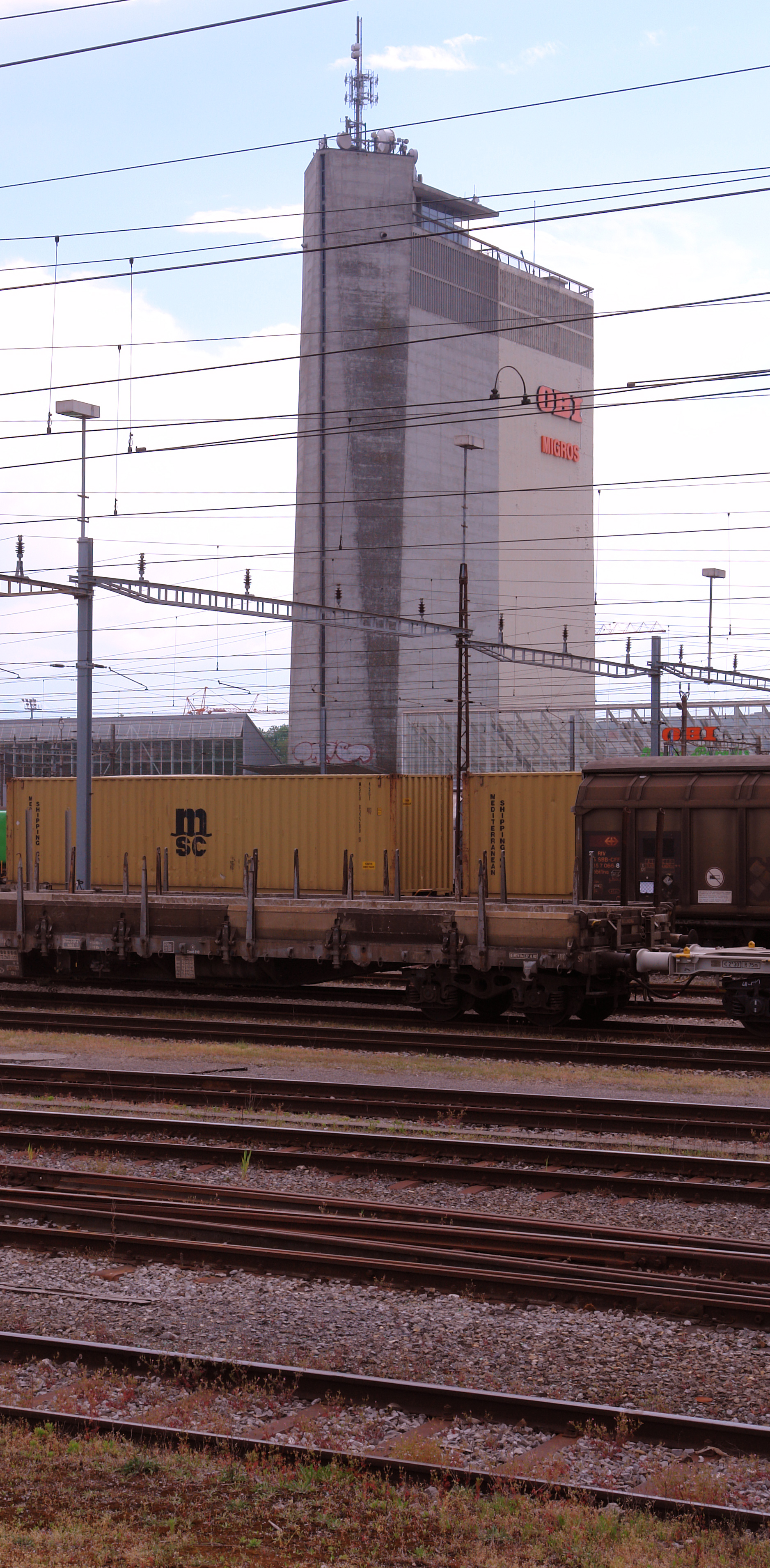
Von Jean Tschumi entworfenes Hochsilo, im Vordergrund die Bahnanlagen

Renens war bis Mitte des 19. Jahrhunderts ein vorwiegend ländlich geprägtes Dorf. Damals wurde an den Hängen um den Ortskern Ackerbau und Weinbau betrieben. Heute gibt es auf dem Gemeindegebiet keine Reben mehr. Der primäre Sektor besitzt kaum mehr Bedeutung in der Erwerbsstruktur der Bevölkerung.
Aufgrund seiner Lage an der Eisenbahnlinie Lausanne-Genf und an der Stadtgrenze von Lausanne entwickelte sich Renens ab Mitte des 19. Jahrhunderts zu einer Industriegemeinde und damit zu einem wichtigen Wirtschaftszentrum. Vor 1830 gab es im Ort lediglich eine Schmiede und eine Kelterei. 1832 siedelte sich mit einer Ziegelei der erste grössere Betrieb an, der 1866 privatisiert wurde und seit 1958 in Crissier arbeitet. Der erste wirtschaftliche Aufschwung vollzog sich nach 1855 mit der Eisenbahnanbindung. 1876 wurde der Rangierbahnhof Renens in Betrieb genommen, der 1890 und 1908 weiter ausgebaut wurde. Mit der Eröffnung des grossen Rangierbahnhofs Lausanne bei Denges verlor derjenige von Renens stark an Bedeutung.
Mit der Industrialisierung Ende des 19. Jahrhunderts und zu Beginn des 20. Jahrhunderts liessen sich zahlreiche bedeutende Firmen nieder und viele Immigranten kamen nach Renens. Zu den wichtigen Unternehmen, die seit der ersten Hälfte des 20. Jahrhunderts in Renens ansässig sind, gehören die Iril SA (Strickkleidung), die Kodak SA (Fotolabor), die Imprimeries Réunies de Lausanne (IRL), die Buchbinderei Mayer et Soutter SA (seit 1918) und die Tesa SA (Herstellung von Messinstrumenten).
Heute gehören zu den bedeutenden Industriezweigen auch der Maschinenbau, die Mikrotechnik und Feinmechanik, die elektrische und elektronische Industrie, die Textil- und Nahrungsmittelindustrie sowie zahlreiche kleinere Unternehmen verschiedener Branchen. Renens ist Standort der Verteilerzentrale des Coop Vaud-Chablais valaisan, eines Getreidesilos, einer Filiale der Schweizerischen Bankgesellschaft sowie einer Zweigstelle der Firma Gilgen Logistics.

## Kultur, Bildung und Sport
Um 1950 entstand ein Stadtzentrum mit Sekundarschule, einem Theatersaal und einer Gemeindebibliothek (seit 1978). Das Sportzentrum wurde 1969 eingeweiht. In der ehemaligen Gasfabrik wurde 1979 ein Theater eingerichtet.

## Verkehr

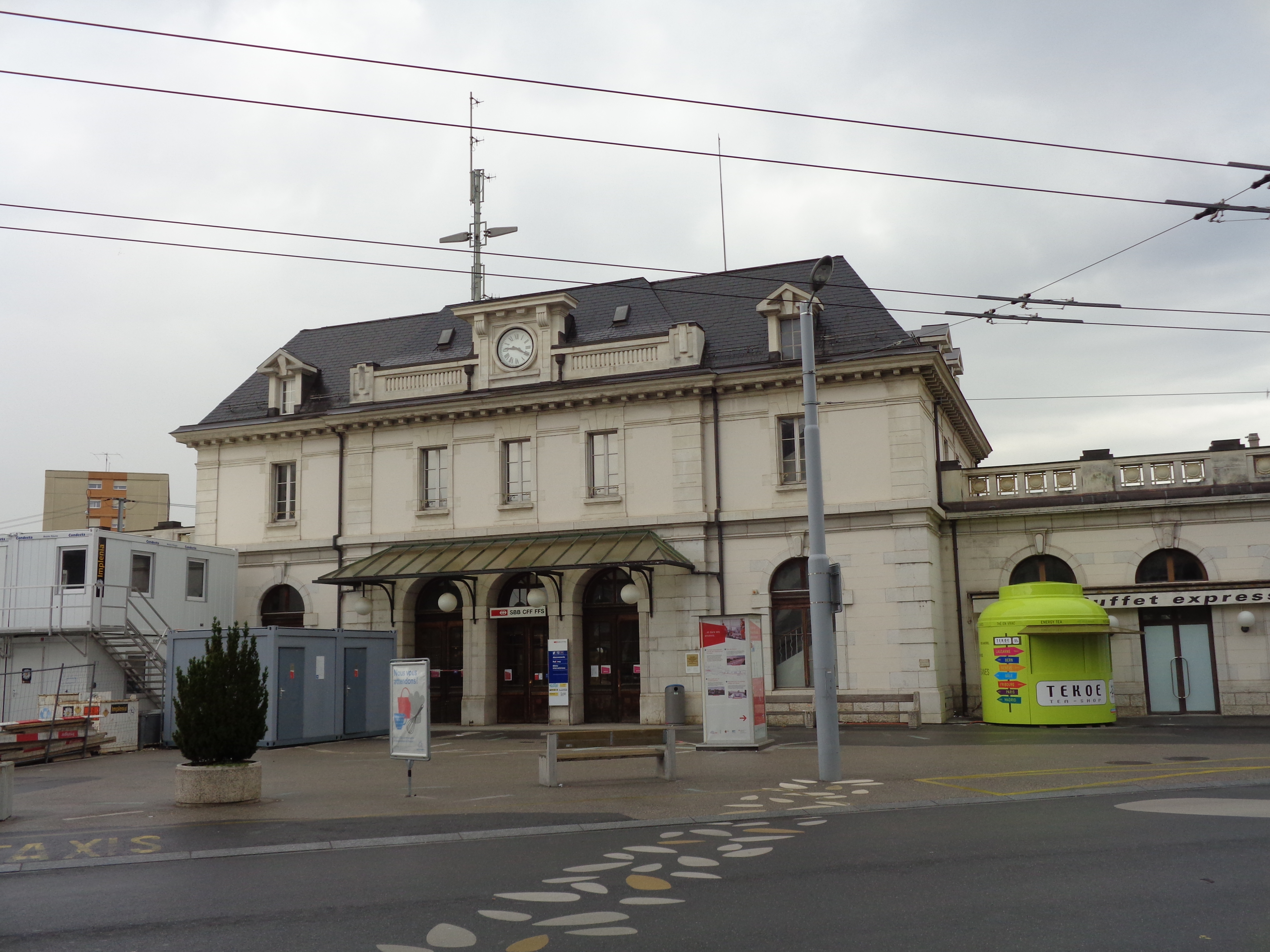
Bahnhof Renens

Die Gemeinde ist verkehrstechnisch gut erschlossen. Sie liegt an der Hauptstrasse von Lausanne nach Bussigny. Renens kann durch die Autobahnanschlüsse sind Lausanne–Crissier an der A1 (Genf–Lausanne–Yverdon), Lausanne–Malley am 1964 eröffneten westlichen Stadtzubringer Lausanne und Lausanne-Blécherette an der 1974 eröffneten A9 (Lausanne–Sion) leicht erreicht werden.
Am 1. Juli 1855 wurden der Streckenabschnitt Bussigny–Renens der Eisenbahnlinie von Yverdon nach Lausanne und der Bahnhof Renens eröffnet. Gleichzeitig erfolgte auch die Einweihung der Strecke nach Morges.  
Die Strassenbahnlinie von Lausanne erreichte Renens im Jahr 1903 und wurde 1964 durch Trolleybusse ersetzt. Heute wird die Gemeinde durch den Trolleybus Lausanne und mehrere Buslinien der Transports publics de la région lausannoise erschlossen, deren Depot sich seit 1995 ebenfalls in Renens befindet. Seit 1991 ist Renens auch Endstation der Linie M1 der Métro Lausanne. Vorgesehen ist die Wiedereinführung der Strassenbahn, die ab 2026 den Bahnhof Lausanne-Flon mit dem Bahnhof Renens verbindet; später soll eine Fortsetzung nach Villars-Sainte-Croix folgen.

## Geschichte

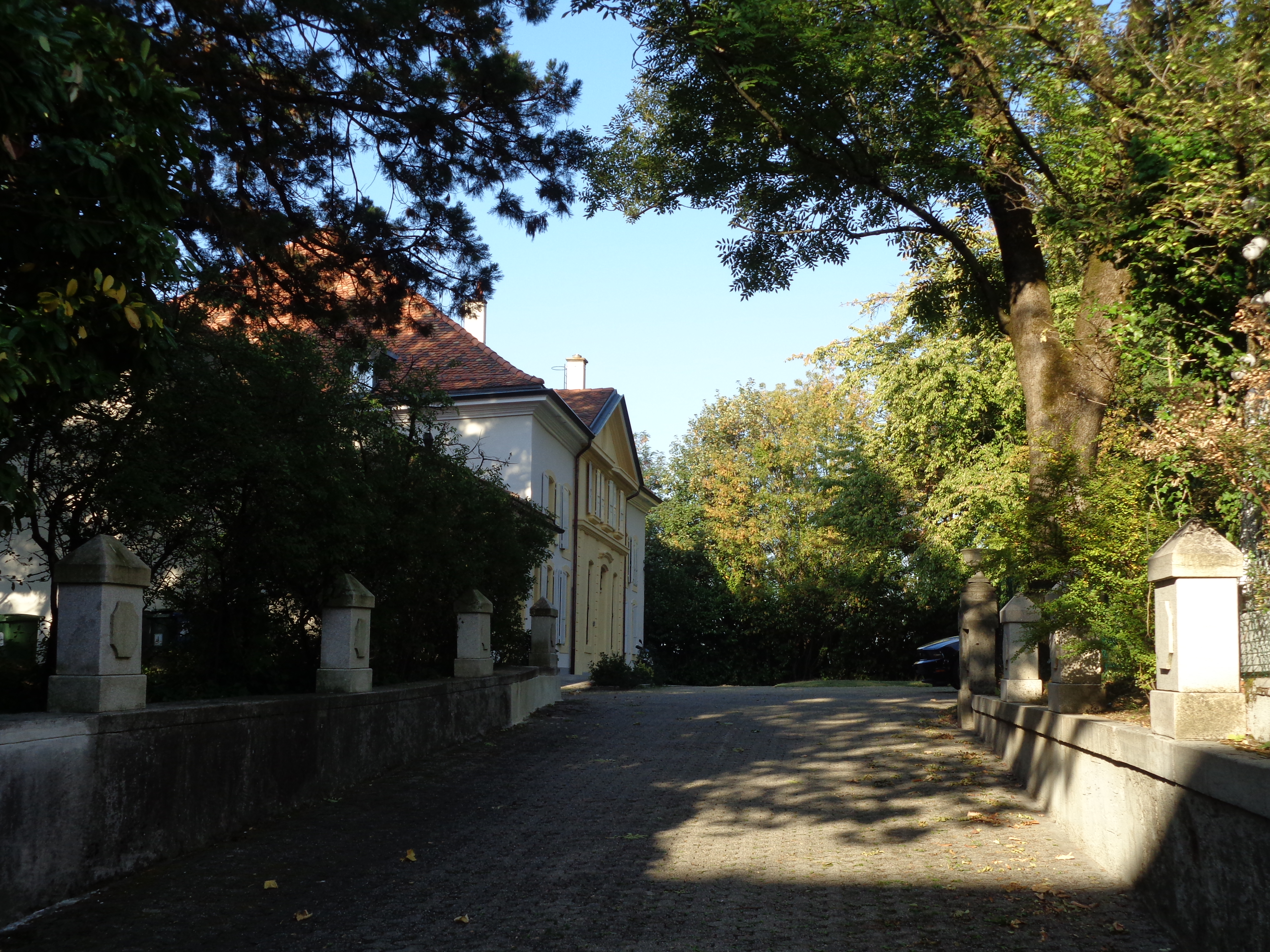
Das herrschaftliche Haus Renens-sur-Roche stammt aus dem 18. Jahrhundert

Die erste urkundliche Erwähnung des Ortes erfolgte bereits im Jahr 896 als in villa Runingis. Später erschienen die Bezeichnungen Runens (1147), Runeins (1218) und Rugnens vom 13. bis zum 16. Jahrhundert. Der Ortsname geht auf den burgundischen Personennamen Runo zurück und bedeutet bei den Leuten des Runo.
Renens unterstand seit dem Mittelalter dem Lausanner Domkapitel und bildete eine eigene Pfründe. Ein weiterer Teil der Güter gehörte den Herren, die sich Ritter von Rugnens nannten. Mit der Eroberung der Waadt durch Bern im Jahr 1536 kam Renens unter die Verwaltung der Landvogtei Lausanne. 1553 wurde Renens eine eigene Herrschaft, die 1750 von der Stadt Lausanne aufgekauft wurde. Nach dem Zusammenbruch des Ancien Régime gehörte das Dorf von 1798 bis 1803 während der Helvetik zum Kanton Léman, der anschliessend mit der Inkraftsetzung der Mediationsverfassung im Kanton Waadt aufging. 1798 wurde es dem Bezirk Lausanne zugeteilt.
Im Mai 1901 streikten die Arbeiter der Keramikfabrik Lévy. Acht im Juni 1901 vom Unternehmen eigens in Berlin angeworbene Facharbeiter schlossen sich dem Streik an.
Am 12. Juni 1940, kurz nach dem Eintritt Italiens in den Zweiten Weltkrieg, warfen britische Flugzeuge, die eigentlich Italien bombardieren wollten und nicht die sich neutral verhaltene Schweiz, versehentlich Bomben über Renens und Genf ab. In Renens wurden zwei Personen getötet. Auch die Gleisanlagen des Bahnhofs Renens wurden durch mehrere Bomben getroffen und beschädigt.
In den Jahren 1920 und 1946 stand eine Eingemeindung in die Stadt Lausanne zur Debatte, die jedoch nicht weiter verfolgt wurde. Auch eine Fusion der Gemeinden Renens, Chavannes-près-Renens, Crissier und Ecublens, die zu einem bevölkerungs- und wirtschaftsstarken Zentrum westlich von Lausanne geführt hätte, fand bei den Einwohnern keinen Anklang. Mit der Überschreitung der 10'000-Einwohner-Grenze wurde Renens 1960 zur Stadt erklärt.

## Sehenswürdigkeiten

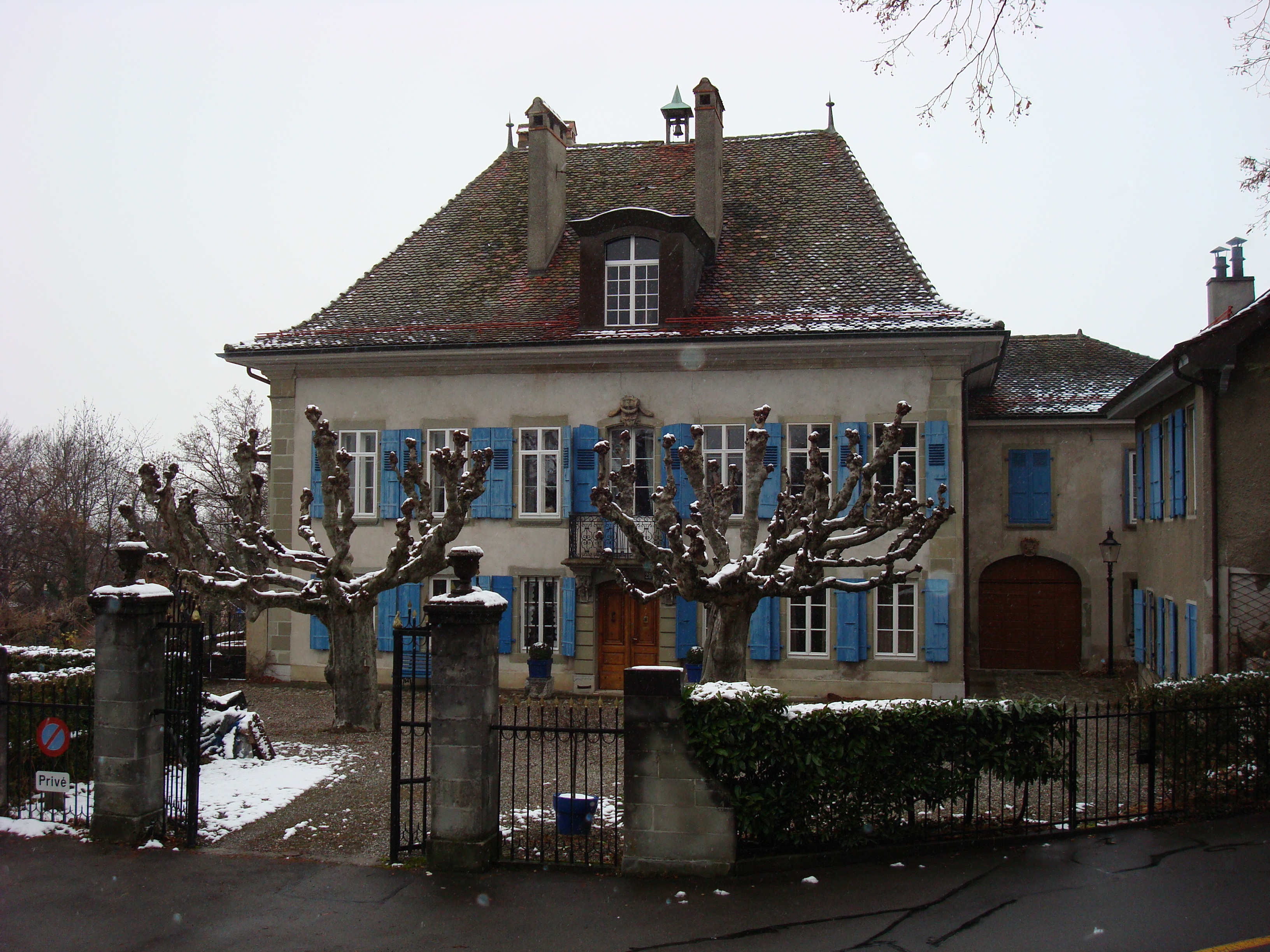
Château de Renens

In Renens gibt es nur noch wenige Zeugen aus der früheren Zeit. Das Schloss stammt aus dem 18. Jahrhundert, ferner sind einige Herrenhäuser aus dem 18. und 19. Jahrhundert erhalten. Die neue reformierte Pfarrkirche wurde 1935 eingeweiht; von 1966 stammt die katholische Kirche Saint-François. Renens besteht heute weitgehend aus Wohnblöcken und Gewerbezonen, an den Hängen oberhalb des ehemaligen Ortskerns gibt es einige Einfamilienhaus- und Villenquartiere.

## Persönlichkeiten
- Bruno Balmelli (1909–2001), Unternehmer, Mitglied der Exekutive von Renens[16]
- Mireille Kuttel (1928–2018), Journalistin und Schriftstellerin
- Pierre-Yves Maillard (* 1968), Gewerkschafter und Politiker (SP), lebt in Renens